# Famille de La Platière
La famille de La Platière est une famille noble française, d'extraction féodale, originaire du Nivernais. La dernière représentante de la famille de La Platière des Bordes mourut en 1598. Les membres d'une branche illégitime qui subsista longtemps en Nivernais sont mentionnés jusqu'à Gaspard de La Platière, mort en 1728.

## Origine
Les historiens divergent sur la localité ayant donné souche à la famille de La Platière seigneurs des Bordes.
Selon certains, il ressort d'anciens titres que les seigneurs de la Platière étaient étrangers au comté de Nevers jusqu'au début du XVe siècle et s'y établirent avec Louis de la Platière, fils de Humbert de la Platière, originaire d'Arbois (Jura), et de Perrette des Bordes en Nivernais, héritier par celle-ci de la seigneurie des Bordes.
Ces seigneurs de la Platière auraient tiré leur nom d'un faubourg de la ville d'Arbois, où, par testament de 1396, Humbert de La Platière demandait à être inhumé en l'église Notre-Dame qu'il avait fondée.
André Borel d'Hauterive écrit à ce sujet : « Humbert de la Platière, d'Arbois, conseiller de Marguerite de France et du duc de Bourgogne Philippe le Hardi, vivait en 1396. Ses armes, données par Dunod, font supposer qu'il était de la maison de la Platière en Nivernais, qui produisit sous Charles IX, Imbert de la Platière-Bourdillon, maréchal de France ».
Sur le lien supposé avec Arbois : Imbert Ier de La Platière seigneur des Bordes († 1471) chambellan à la cour de Bourgogne fut légataire universel de Marguerite Chissey, d'Arbois.
Pour d'autres auteurs, cette famille tirait sans doute son nom du fief de La Platière en la châtellenie de Saint-Vérain dans la Nièvre.

## Histoire
Une charte de 1382 mentionne une mission confiée par Philippe Le Hardi duc de Bourgogne et comte de Nevers à son conseiller Humbert de La Platière, écuyer.
Le premier de la filiation dont on trouve la mention dans le Nivernais est N. de La Platière qui épousa vers le milieu du XIVe siècle Péronnelle des Bordes, fille de Guillaume des Bordes, seigneur des Bordes à Urzy dans la Nièvre.
Louis de La Platière, leur fils, écuyer, capitaine de cent hommes d'armes pour le service du roi, épousa en 1382 Marguerite du Bois. Il hérita de la seigneurie des Bordes vers 1412 à la mort de Jean des Bordes, cousin germain de sa mère et dernier représentant de sa famille.
Imbert Ier de La Platière († 1471), seigneur des Bordes, leur fils, écuyer devint chambellan à la cour de Bourgogne. Il fut légataire universel de Marguerite Chissey, d'Arbois (selon un titre du 20 décembre 1453) et acquit le 25 mars 1471 la terre de Prye dans la Nièvre. Il laissa trois fils : Philibert, Antoine et Louis.

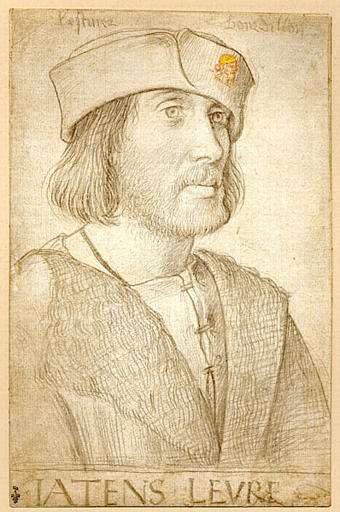
Philibert II de La Platière, sieur des Bordes né vers 1465.
Dessin vers 1494, Chantilly, musée Condé.

Philibert Ier de La Platière (1438-1508), seigneur des Bordes, son fils, fut chambellan du roi de France et du duc de Bourbon qui lui donna de grands biens et le nomma en 1488 bailli, gouverneur, capitaine et châtelain de Château-Chinon, capitaine-châtelain de Sury-le-Comtal en 1493 et de Belleperche en 1495 et bailli de Beaujolais en 1499. Il épousa Marie de Fontenay, sœur de l’évêque de Nevers (avec lequel il entrera en conflit à propos de la suzeraineté des Bordes, et dont l’issue, arbitrée par Charles VIII, sera en faveur de Philibert I). Cette dernière est enterrée à sa mort dans l’église d’Urzy, reconstruite par son époux (cette dernière avait été détruite durant la Guerre de Cent Ans). Le roi Charles VIII l'autorisa en 1486 à reconstruire un nouveau château sur les ruines de l'ancien château des Bordes ruiné en partie pendant la Guerre de Cent Ans. De son mariage avec Marie de Fontenay il eut au moins sept enfants :
- Pierre de La Platière, qui mourut sans alliance avant 1516[14];
- Philibert II de La Platière (vers 1466-1499), seigneur des Bordes, bailli et capitaine de Mantes en 1494 et mort en 1499. Selon Adrien Bonvallet, le Père Anselme lui attribue par erreur pour femme Anne de Jaucourt qui ne pouvait pas être son épouse car elle était née en 1509[15];
- Paul de La Platière, abbé de Saint-Léonard de Corbigny[14];
- Imbert II de La Platière, évêque de Nevers en 1512, mort en 1518[14];
- Philippe de La Platière, seigneur des Bordes (†1523) capitaine de Niort en 1520, qui suit[14]
- Guillaume de La Platière, baron de Prie, seigneur de La Platière et du Coudray, marié le 25 octobre 1511 à Marie de Châteauvieux dont il n'eut pas de postérité, enterré avec sa femme dans l'église de Prie[14].
- Marie de la Platière, mariée vers 1485 avec Louis Girard de Chevenon (v. 1460-1515), écuyer, seigneur de Chevenon, de Sermoise, de Bois et de Pully[16]. Elle et son époux font plusieurs travaux dans le château de Chevenon, où leurs armoiries ornent plusieurs salles. Ils ont quatre enfants.

Philippe de La Platière, seigneur des Bordes (†1523) (fils de Philibert I de La Platière et de Marie de Fontenay) fut maître d'hôtel du roi et capitaine de Niort en 1520. Il épousa à Catherine Motier de La Fayette (que le Père Anselme donne comme femme de son fils François de La Platière) remariée ensuite à Hugues de Jaucourt et peut-être aussi (selon le père Anselme) à Catherine de Châteauvieux. Il mourut en 1523 et fut enterré dans l'église de Chevenon. De son mariage avec Catherine de La Fayette il eut quatre enfants :
- François de La Platière (1510-1544), seigneur des Bordes, gentilhomme de la chambre du duc d'Orléans, marié le 2 janvier 1525 à Anne de Jaucourt. Il entreprit l'agrandissement du château des Bordes et fut tué le 1er septembre 1544 devant la ville de Châlons-en-Champagne où il combattait au service du roi (il repose dans la collégiale Notre-Dame de cette ville). Il fut le père de deux enfants[18] :
  - René de La Platière, seigneur des Bordes (†1562), guidon  en 1559 et 1561 de la compagnie de 50 lances du maréchal de Bourdillon son oncle. Il meurt jeune à la bataille de Dreux en 1562[18]. Il n'eut pas d'alliance[19].
  - Françoise de La Platière (1541-1598), dame des Bordes, baronne d'Epoisses, Marault en Bourgogne, de Franay-les-Chanoines, Prie. Elle est l'héritière du maréchal Imbert de La Platière de Bourdillon son oncle et de toute la famille de La Platière des Bordes dont elle est la dernière représentante. Elle épouse en 1569 Henri de l'Hôpital puis en 1573 Louis d'Ancienville. À sa mort en 1598, son mari resta seigneur usufruitier des Bordes. Leur fils Louis d'Ancienville porta le titre de marquis de Bourdillon et d'Epoisses et seigneur des Bordes[20].
- Renée de La Platière, mariée à Jean de Sennecterre[21] ;
- Guillemette, abbesse[21] ;
- Imbert de La Platière seigneur de Bourdillon (1516-1567)[22] (il est encore mineur à la mort de son père en 1525)[23], maréchal de France, sans postérité de ses deux mariages en premières noces avec Claude de Damas (†1558) et en secondes noces avec Françoise de Birague[24].

### Branche naturelle non rattachée
Une branche illégitime de la maison de La Platière subsista longtemps en Nivernais. Elle était issue de Philippe de La Platière qualifié en 1578 et 1587 « noble homme et bastard des Bordes, capitaine de la vénerie des tailles du roi et capitaine de Nevers ». Mort avant 1578, il avait épousé Madeleine Bondy.
Dans un acte de partage du 27 août 1526 des biens de Philippe de La Platière, seigneur des Bordes est cité « Robert de La Platière, fils naturel de feu maistre Imbert de La Platière, en son vivant évêque de Nevers ». On ignore son lien avec Philippe de La Platière capitaine de Nevers, cité ci-dessus.
L' Histoire de la Maison Royale de France, et des grands officiers de la Couronne mentionne « une branche du nom de La Platière dont on n'a point trouvé la jonction » et en donne la filiation suivante :
- Philippe de La Platière, nommé en 1549 capitaine de Nevers, poste vacant par la mort de Guillaume de la Platière, chevalier, seigneur de Prie[2].
  - Jean de La Platière (fils du précédent) écuyer, seigneur de Cheveroux et de Montifaut, capitaine d'infanterie en 1576, marié à Renée d'Estut[2]. Homme d'armes  de la compagnie du duc de Nivernois en 1578. En 1596 et 1597 il rendit hommage à Benjamin d'Avantois pour la justice de Montifault (paroisse de Murlin dans la Nièvre) et d'autres héritages au même lieu[27]
    - Charles de La Platière (fils du précédent) écuyer, seigneur de Montifault pour lequel il fait hommage en 1616, marié en 1631 à Anne de Thiange[2]. Il renouvela son hommage pour la terre de Montifault en 1641, mourut le 3 avril 1692 et fut inhumé dans l'église de Murlin[27].
      - Gilbert de La Platière (fils du précédent) chevalier, seigneur de Montifaut, de Torcy et de Baulon. Il rendit hommage pour sa terre de Torcy au duc de Nevers en 1675. Il épousa Anne d'Estut en 1657[2]. Il mourut le 8 février 1700 à Beaulon et y fut inhumé le lendemain[28].
        - Gaspard de La Platière, né le 4 mai 1675 (fils des précédents)[29]. Il fit ses preuves pour être reçu chevalier de l'Ordre de Saint-Jean de Jérusalem au grand prieuré d'Auvergne le 21 octobre 1686[2],[30]. Marié le 13 février 1695 à Neuvy (Allier) à Marie de Genestous[29], il mourut le 29 mai 1728 à Beaulon (Allier) et y fut inhumé le lendemain[31].

## Personnalités
- Philibert Ier de La Platière (1438-1508), seigneur des Bordes, chambellan du roi de France et du duc de Bourbon, bailli, gouverneur, capitaine et châtelain de Château-Chinon, capitaine-châtelain de Sury-le-Comtal et de Belleperche, bailli de Beaujolais.
- Imbert de La Platière († 1523), évêque de Nevers en 1512 ;
- Imbert de La Platière (1516-1567), seigneur de Bourdillon, est un militaire français du XVIe siècle, maréchal de France le 6 avril 1564.

## Châteaux

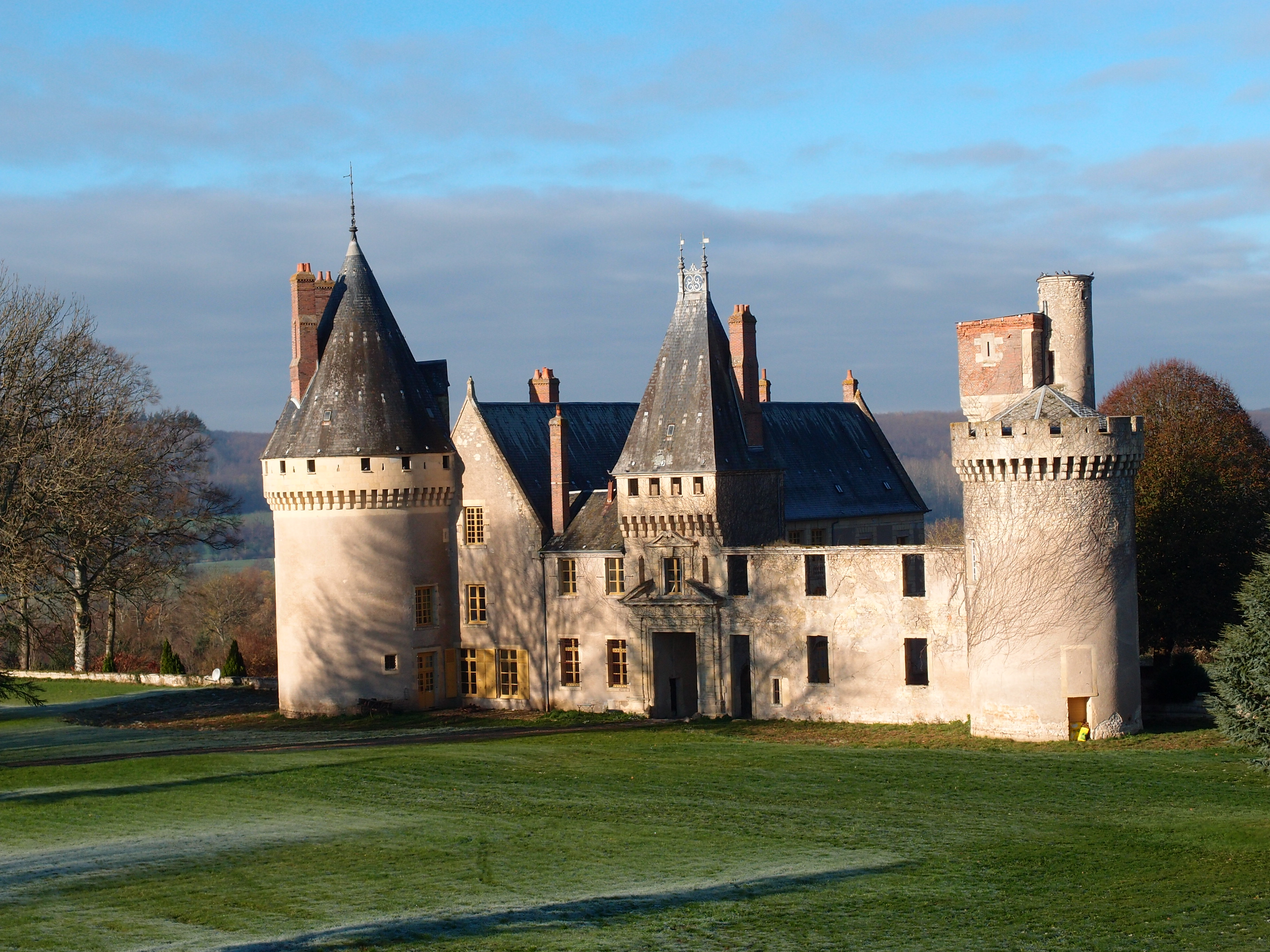
Château des Bordes à Urzy (Nièvre)
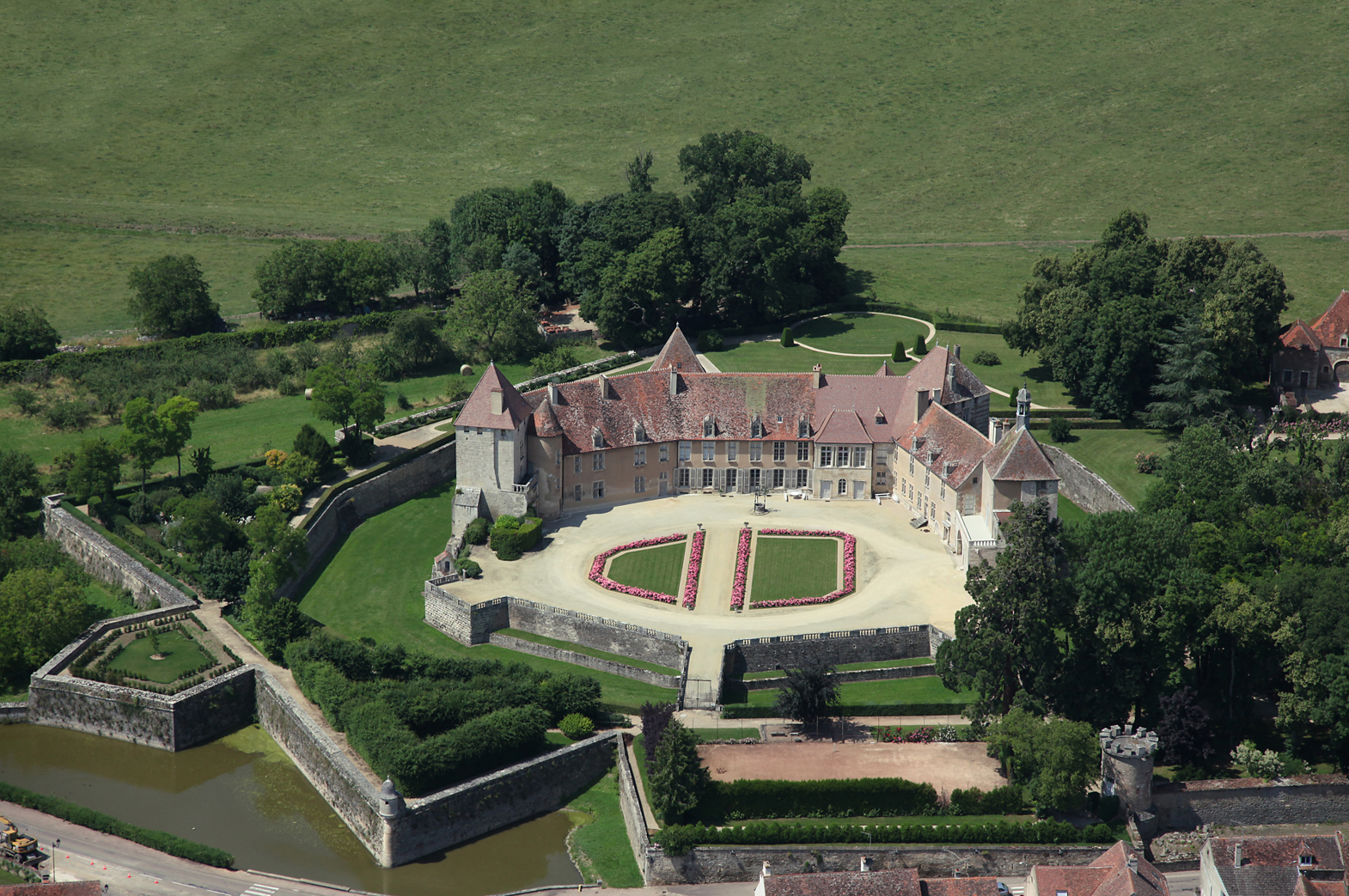
Château d'Époisses, acheté en 1560 par Imbert de La Platière

## Terres
Ont fait partie des possessions de la famille de la Platière les terres de Sauvages, de La Grange, des Bordes, de La Bretonnière, de Prie, de Marrault, de Bourdillon, de Révillon, de Montigny, d'Imphy, de Saint-Martin-d'Ourouer, de Saint-Aubin, de Contres, de Villaines, de Montifaut, de Torcy, de Saint Sulpice le Châtel, de Tresaigues, de Chevenon, de Coudray, de Semelins, de Frasnay les Chanoines, Châtellenies de Montenoison, de Saint Saulge, de Nevers et de bien d'autres lieux.